# Ravels
Ravels là một đô thị ở tỉnh Antwerp. Đô thị này gồm các thị trấn Poppel, Ravels, Weelde. Tại thời điểm ngày 1 tháng 1 năm 2006, Ravels có dân số  13.762 người. Tổng diện tích là 94,99 km² với mật độ dân số là 145 người trên mỗi km².